# محافظ (سریال اینترنتی)
محافظ (به انگلیسی: The Protector)، یک سریال اینترنتی در ژانر فانتزی تخیلی محصول کشور ترکیه است. نقش اول آن را چاغاتای اولوسوی بازی می‌کند. کارگردان این مجموعه گوننچ اویانیک می‌باشد. فصل اول شامل ۱۰ قسمت است و در تاریخ ۱۴ دسامبر ۲۰۱۸ از سایت رسمی نتفلیکس به صورت یک فصل کامل پخش شد. این سریال تا فصل چهارم نیز تمدید شده‌است و فصل چهارم که فصل پایانی این سریال بود در ۹ ژوئیه ۲۰۲۰ منتشر شد. این سریال که اولین سریال رسمی نتفلیکس در ترکیه هست با موفقیت چشم‌گیر خود باعث شد تا نتفلیکس به ساختن سریال‌ها و فیلم‌های خود در ترکیه به طور رسمی ادامه دهد. همچنین باعث شد تا توجه دیگر پلتفرم‌های جهانی به صنعت سریال سازی در ترکیه جلب شده و آنها نیز مشتاق سریال سازی در این کشور بشوند.

## داستان
پس از کشته شدن پدرخوانده‌ی مردی به نام هاکان دمیر که یک مغازه‌دار استانبولی است، وی متوجّه می‌شود که تنها کسی است که می‌تواند هفت جاودانه را شکست دهد و وظیفه‌اش محافظت از شهر است. هاکان باید از میراث خانواده‌ی خود به عنوان محافظ، قهرمانی که وظیفه‌ی جلوگیری از تخریب شهر به او تحمیل شده است، به انجام برساند. در این راه، کمال و دختر او، زینب، به محافظ کمک می‌کنند

## بازیگران
- چاغاتای اولوسوی در نقش هاکان دمیر
- هازار ارگچلو در نقش زینب ارمان
- اوکان یالابیک در نقش اردم
- آیچا آیشین توران در نقش لیلا سانجاک
- محمد کورتولوش در نقش مظهر دراگوشا
- یوردائر آکور در نقش کمال پدر زینب
- بورچین ترزی‌اوغلو در نقش رؤیا (همسر فیصل)
- بوران کوزوم در نقش اوکان
- انگین اوزترک در نقش لونت (برادر هاکان)
- فوندا اریئیت در نقش نیسان/والریا
- تانر اولمز در نقش بوراک
- ایلایدا آلیشان در نقش آیلین